# Tróodos

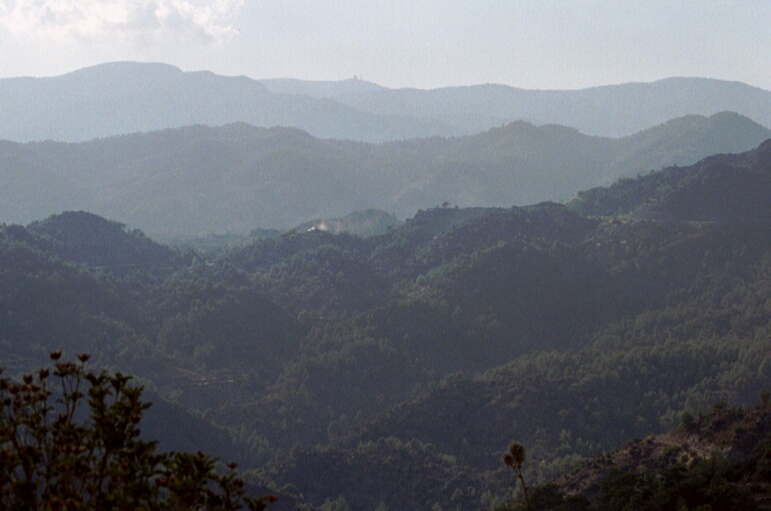
Les muntanyes del Tróodos

El Tróodos (en grec: Τρόοδος) és el principal sistema muntanyós de Xipre, situat al centre de l'illa. El cim culminant n'és l'Olimp, amb 1.952 metres.
El massís del Tróodos ocupa la major part de la banda oest de Xipre. Disposa d'una estació d'esquí, d'esglésies i monestirs bizantins considerats Patrimoni de la Humanitat per la Unesco, i de pobles pintorescos que s'enfilen per les faldes abancalades de les seves muntanyes.

## Geologia
El Tróodos és conegut per la seva sorprenent geologia, que conté diversos episodis d'ofiolites. Aquestes muntanyes es van elevar enmig del mar a causa de la col·lisió de les plaques tectòniques eurasiàtica i africana, procés que va donar lloc a l'illa de Xipre. L'alentiment i la gairebé eventual aturada d'aquest procés va deixar les formacions rocoses quasi intactes, mentre que l'erosió subsegüent va deixar al descobert la cambra magmàtica de sota la muntanya, cosa que permet observar les roques pelades i el mantell petrificat de lava format fa milions d'anys, un exemple excel·lent d'estratigrafia ofiolítica. De fet, les observacions de les ofiolites del Tróodos per part de l'equip del geòleg anglès Ian Graham Gass han estat un dels punts clau que han donat lloc a la teoria de l'expansió del fons oceànic.

## Clima
A 1.700 m, la temperatura màxima mitjana anual és de 16,48 °C, i la mínima de 9,64 °C. La precipitació mitjana anual és de 1.042,5 mm. Hi neva una mitjana de 22 dies l'any, de novembre a abril.
A 1.380 metres, la temperatura mitjana anual és de 13,8 °C. El mes més fred és gener amb una mitjana de 3,5 °C i el més càlid és juliol amb 23,3 °C La pluviometria anual és de 790 litres a l'estiu i és força sec, amb uns 10 litres cadascun dels mesos de juliol a setembre, i l'hivern és molt plujós, ja que de novembre a febrer cadascun dels mesos hi plou més de 100 litres. La insolació anual és d'unes 2.700 hores.

## Les esglésies del Tróodos
Nou esglésies i un monestir del Tróodos han estat classificats per la Unesco dins la llista del Patrimoni de la Humanitat per les seves pintures murals d'icones romanes d'Orient.
Els edificis són els següents (entre parèntesis, el poble en què estan situats):
- Església de Stavrós toú Agiasmati (Platanistasa)
- Església de la Panagia toú Arakà (Lagouderà)
- Església de Tímios Stavrós (Pelendri)
- Església d'Hàgios Nikólaos tis Stegis (Kakopetrià)
- Església de la Panagia tis Podíthou (Galata)
- Església de la Panagia tis Asínou, o Panagia Forviótissa (Nikitari)
- Monestir d'Hàgios Ioannis Lampadistís (Kalopanagiotis)
- Església de la Panagia toú Moutoullà (Moutoullàs)
- Església de l'Arkhànguelos Mikhaïl (Pedoulàs)
- Església de la Metamórfosis toú Sotírou (Palekhori)

El de Kikkos és el més ric i cèlebre dels monestirs, si bé no forma part de la llista de la Unesco.
La regió fou ben coneguda des de temps antics per les seves mines de coure, i en el període sota la dominació de l'Imperi Romà d'Orient va esdevenir un important centre d'art romà d'Orient, ja que les esglésies i els monestirs eren dalt de les muntanyes, apartats de la costa, sempre amenaçada pels atacs exteriors.